# Szuratthani egyházmegye
A Szuratthani egyházmegye (lat.: Dioecesis surathanensis) egy római katolikus egyházmegye Thaiföldön. Püspöki székvárosa Szuratthani.

## Története
Az egyházmegyét 1969-ben alapították a Ratcsaburi egyházmegye megosztásával, és a Bangkoki főegyházmegye szuffragán egyházmegyéje. Ez magában foglalja Thaiföld egész déli részét, egészen a Prachuap Khiri Khan tartományig. A régiót a szalézi rend evangelizálta, akik 1930-ban érkeztek ide.

## Püspökök
- 1969–1988: Pietro Luigi Carretto SDB
- 1988-2003: Michael Praphon Chaicharoen SDB
- 2004–2024: Joseph Prathan Sridanusil SDB
- 2024 óta: Paul Trairong Multree

## Szomszédos egyházmegyék
- Molamjajni egyházmegye (észak)
- Ratcsaburi egyházmegye (északkelet)
- Pinangi egyházmegye (dél)